# Филиппенко, Пётр Яковлевич
Пётр Яковлевич Филиппенко (9(22).02.1918, пос. Орловский, Омский уезд, Акмолинская область — 03.10.1997, Петропавловск, Северо-Казахстанская область, Республика Казахстан) — хозяйственный и партийный деятель, участник освоения целины. Герой Социалистического Труда (1971).

## Биография
Родился 22 февраля 1918 года в посёлке Орловском Омского уезда (ныне — упраздненное село в Исилькульском районе Омской области).
С 1933 года работал в колхозе «Красная Орловка». В 1935-39 годах завуч начальных школ совхоза «Карагандинский», затем колхоза «Молодая гвардия» в Булаевском районе Северо-Казахстанской области.
В 1939 году был призван в армию. Участник Великой Отечественной войны (55-я армия, 72-я сд, 9-й артполк). Был дважды ранен. После второго ранения (12 марта 1943 года) почти год провел в госпитале, была ампутирована нога. На фронт уже не вернулся. В 1947 году ему был вручен орден Отечественной войны II степени.
Член КПСС с декабря 1940 года. С 1944 года работал в партийных и советских органах Булаевского района. В 1955—1973 годах — первый секретарь Советского райкома, в 1973—1979 годах — председатель парткомиссии Северо-Казахстанского обкома Компартии Казахстана.
В 1962 году окончил сельскохозяйственный техникум, в 1967 году — Петропавловский педагогический институт.
Более 17 лет возглавлял Советскую районную партийную организацию — с ноября 1955 по март 1973 года.
За выдающиеся успехи, достигнутые в развитии сельскохозяйственного производства и выполнении пятилетнего плана продажи государству продуктов земледелия и животноводства Указом Президиума Верховного Совета СССР от 8 апреля 1971 года Филиппенко Петру Яковлевичу присвоено звание Героя Социалистического труда с вручением ордена Ленина и Золотой медали «Серп и молот».
Награждён орденом Ленина (1957), орденом Трудового Красного Знамени (1966), медалями.
Избирался делегатом XXII съезда КПСС.
С 1979 года — на пенсии. Проживал в Петропавловске.
Скончался 3 октября 1997 года, похоронен на Старом православном кладбище Петропавловска.

## Награды
- Герой Социалистического Труда
- Два Ордена Ленина
- Орден Трудового красного Знамени
- Орден Отечественной войны I степени
- Орден Отечественной войны II степени